# سبزقبای زمینی پیتاشکل
 سبزقبای زمینی پیتاشکل (نام علمی: Atelornis pittoides) نام یک گونه از سرده ناکامل‌پرنده است.